# Щербина, Сергей
Сергей Щербина (укр. Сергій Щербина; род. 1988, Киев) — украинский журналист и телеведущий. Главный редактор «РБК-Украина» (с 2017 года).

## Биография
Родился в 1988 году в Киеве. Выпускник Киевского политехнического института, который окончил в 2010 году по специальности «металлургия».
В 2008 году начал карьеру журналиста в издании «Украинская правда», где работал до 2013 года. В сентябре 2013 года стал основателем и главным редактором интернет-издания Insider. Издание стало популярным благодаря освещению событий Евромайдана и вооружённого конфликта на востоке Украины. Тем не менее, Insider не вышел на самоокупаемость и прекратил свою работу 1 февраля 2016 года. После этого Щербина до декабря 2016 года работал в интернет-издании «Реалист», где был редактором рубрик «политика» и «расследования». Кроме того, он являлся ведущим программы «Про политику» на телеканале «Эспрессо TV». В начале 2017 года Щербина вместе с ещё тремя журналистами возобновил деятельность издания Insider.
C 14 июня 2017 года — главный редактор «РБК-Украина».